# Gemeinde Ribnica na Pohorju

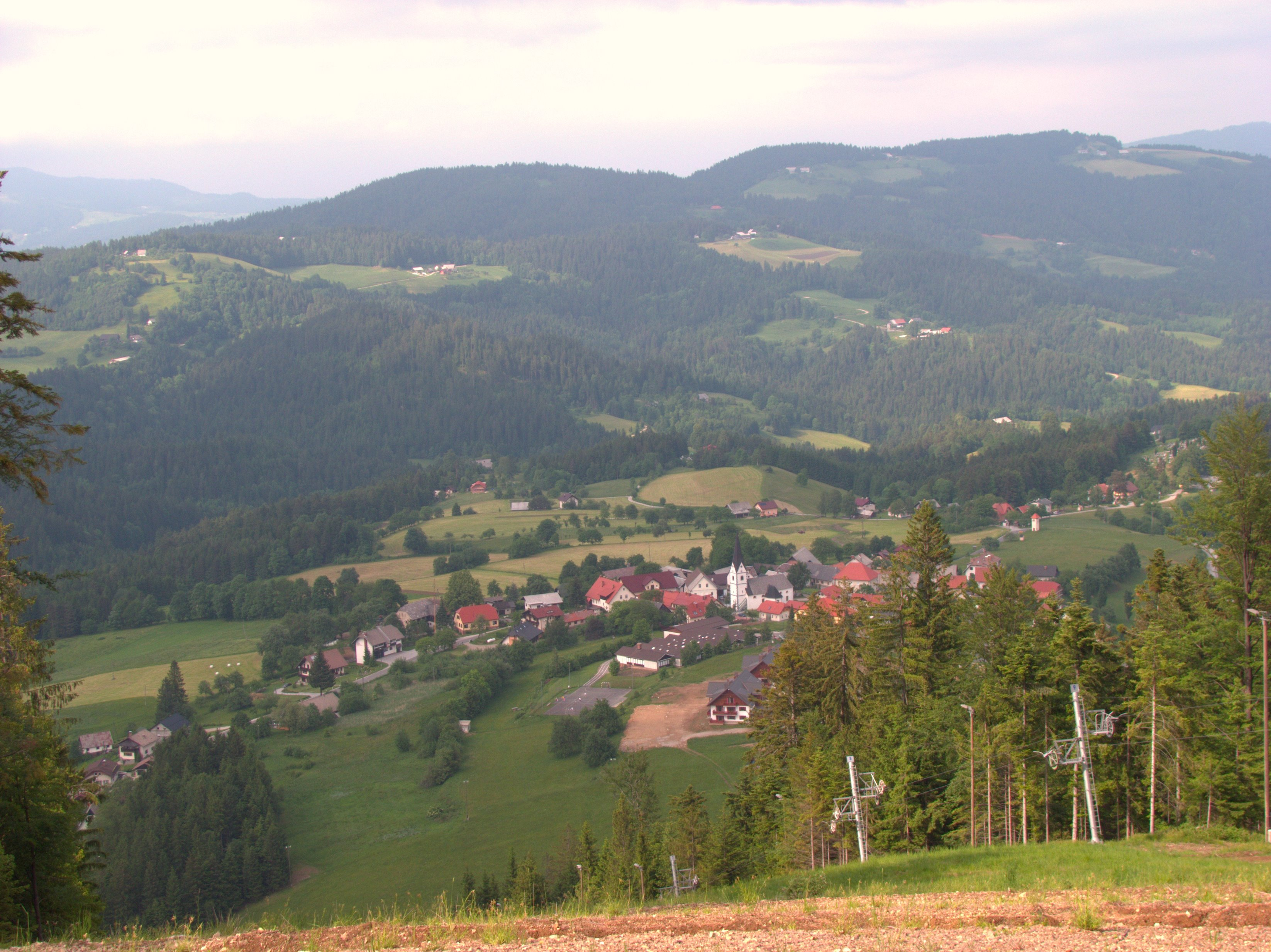
Blick auf Ribnica na Pohorju

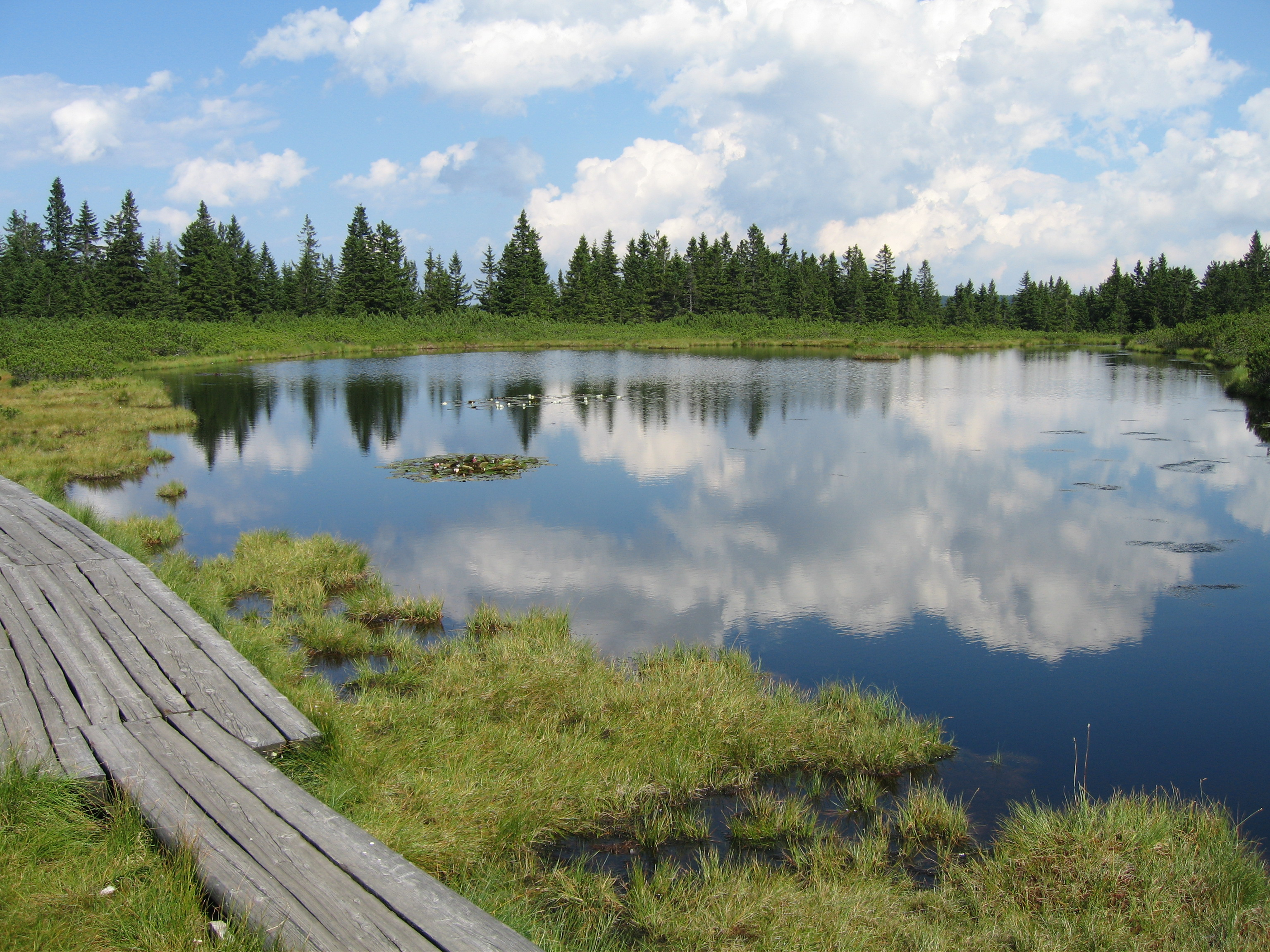
See von Ribnica

Die Gemeinde Ribnica na Pohorju (deutsch: Reifnig am Bachern) ist eine Gemeinde in der historischen Landschaft Untersteiermark, Region Koroška, in Slowenien. Hauptort und Verwaltungssitz ist die Ortschaft Ribnica na Pohorju.

## Lage
Ribnica na Pohorju liegt zwischen dem Velka-Tal und dem Vuhreščica-Tal zur Gänze im Pohorje (Bacherngebirge). Die Gemeinde befindet sich abseits größerer Verkehrswege, die nächste überregional bedeutsame Straße ist die Nationalstraße 1  im Drautal, die man über je eine Regionalstraße nach Podvelka oder nach Vuhred erreichen kann. Die nächsten größeren Städte sind Slovenj Gradec in etwa 15 km Luftlinie und Maribor in etwa 30 km. Anschlüsse an das Eisenbahnnetz gibt es in Vuhred und Podvelka jeweils etwa 10 km entfernt.
Die höchste Erhebung der Kommune ist mit 1541 m. i. J. die „Velika Kopa“ im südöstlichen Gemeindegebiet.

## Ortschaften
Die Gemeinde umfasst sechs Ortschaften. Die deutschen Bezeichnungen in den Klammern stammen aus der Mitte des 19. Jahrhunderts und werden heutzutage nicht mehr verwendet:
- Hudi Kot (Bösenwinkel)
- Josipdol (Josefsthal)
- Ribnica na Pohorju (Reifnig)
- Zgornja Orlica (Arlberg)
- Zgornji Janževski Vrh
- Zgornji Lehen na Pohorju

## Sehenswürdigkeiten
- Auf dem Gipfel des Plešivec liegt der sagenumwobene[4] See von Ribnica (Ribniško jezero) auf 1490 m Höhe. Dieses Hochmoor wird nur von Regenwasser gefüllt.[5]
- Ausstellung des Regionalmuseums von Slowenisch-Kärnten über lokales Handwerk[6]

## Nachbargemeinden
| Radlje ob Dravi |                                             | Podvelka           |
| Vuzenica        | Kompassrose, die auf Nachbargemeinden zeigt |                    |
| Slovenj Gradec  | Mislinja                                    | Lovrenc na Pohorju |

## Persönlichkeiten
- Maksimilijan Držečnik (1903–1978), Bischof von Maribor
- Janko Držečnik (1913–2001), deutsch-slowenischer Thoraxchirurg